# Amnesicoma bicolor
Amnesicoma bicolor är en fjärilsart som beskrevs av Moore 1888. Amnesicoma bicolor ingår i släktet Amnesicoma och familjen mätare. Inga underarter finns listade i Catalogue of Life.